# Alvorada (Rio Grande do Sul)
Alvorada, amtlich portugiesisch Município de Alvorada, eine Gemeinde im brasilianischen Bundesstaat Rio Grande do Sul im Süden Brasiliens. Sie liegt etwa 21 km nordöstlich der Landeshauptstadt Porto Alegre. Die Bevölkerung wurde zum 1. Juli 2021 auf 212.352 Einwohner geschätzt, die Alvoradenser genannt werden und auf einer kleinen Gemeindefläche von 71,7 km² leben. Sie dient als Schlafstadt von Porto Alegre und ist Teil der Metropolregion Porto Alegre.

## Toponymie
Alvorada bedeutet Morgendämmerung.

## Geographie
Benachbart sind die Gemeinden Cachoeirinha, Gravataí, Porto Alegre und Viamão. 

### Hydrographie
Die natürliche Grenze zwischen Alvorada und Porto Alegre bildet der Arroio Feijó, der in den Rio Gravataí mündet. Die Gemeinde gehört zum hydrographischen Becken des Rio Jacuí.

### Vegetation
Das  Biom ist Pampa.

### Klima
Die Gemeinde hat mildes, warmes und gemäßigtes Klima, Cfa nach der Klimaklassifikation nach Köppen und Geiger. Die Durchschnittstemperatur ist 19,6 °C. Die durchschnittliche Niederschlagsmenge liegt bei 1590 mm im Jahr.

## Geschichte
Das erste Dorf hieß Passo do Feijó. Durch das Lei Municipal n.º 216 vom 22. September 1952 wurde der Distrito de Passo do Feijó errichtet und dem Munizip Viamão unterstellt. Durch das Lei Estadual n.º 5.026 vom 17. September 1965 wurde der Ort umbenannt in Alvorada, erhielt Stadtrechte und wurde aus Viamão ausgegliedert. Seit 1969 ist das Munizip in die beiden Distrikte Distrito de Alvorada, den Sitz, und den Distrito de Estância Grande gegliedert.

## Kommunalpolitik
Bei der Kommunalwahl 2020 wurde José Arno Appolo do Amaral, bekannt als Appolo, des Movimento Democrático Brasileiro (MDB) mit 29,23 % oder 24.502 der gültigen Stimmen zum Stadtpräfekten (Bürgermeister) für die Amtszeit von 2021 bis 2024 gewählt.

## Persönlichkeiten
- Tetê (* 2000), Fußballspieler